# Besenstielchen
Besenstielchen ist ein Märchen (ATU 425). Es stand in Ludwig Bechsteins Deutsches Märchenbuch nur in frühen Auflagen.

## Inhalt
Die zwei älteren Töchter des Kaufmanns sind stolz. Die Jüngste, Nettchen ist bescheiden, ihre Freundin ist Besenstielchen, eine Besenbinderstochter. Als der Vater auf Reisen geht, wollen die Älteren teuren Schmuck. Nettchen will erst gar nichts, dann drei Rosen an nur einem Stiel. Grade die sind schwer zu finden, bis er in einem reichen Garten einen Zweig bricht. Da steht ein großes Untier da, fordert die Tochter von ihm und lässt sie nach sieben Monaten holen. Nettchen wird im Schloss bewirtet, schläft neben dem Tier, gewinnt es lieb und weint, als dieses nach vier Wochen wie tot im Garten liegt. Da ist der junge Mann erlöst und sie heiraten. Nettchen darf ein Jahr nicht nach Hause und sieht in einem Spiegel Besenstielchen traurig, den Vater krank. Er wird mit einem Saft geheilt und kommt mit Besenstielchen mit aufs Schloss. Nettchen holt auch die Schwestern, wird von ihnen aus Neid ertränkt und von der Zauberin wieder erweckt, die einst den Prinzen verwünschte. Die Schwestern bleiben zwei steinerne Säulen, bis ein Mann sich in sie verlieben würde.

## Herkunft
Bechstein vermerkt „Mündlich in Franken“, es sei eine Variante zu Das Nußzweiglein. Es handelt sich offensichtlich um einen Text aus dem Formenkreis von Die Schöne und das Biest. Besenstielchen, obwohl namensgebend, hat keinen entscheidenden Einfluss auf die Handlung. Dass die Schwestern erlöst würden, wenn einer sie liebt, ist wie in Bechsteins Die Rosenkönigin. Grimms Von dem Sommer- und Wintergarten verwies in der Anmerkung 1812 auf eine „Leipziger Sammlung“ („das siebente Märchen“) mit drei Eicheln an einem Stängel.